# أرسيفيا
أرسيفيا هي كومونا (بلدية) في مقاطعة أنكونا في منطقة ماركي ،وتقع وسط شرق إيطاليا .

## تاريخ
طبقًا للمخطوطات ، فقد نشأت أركيفيا من مستوطنة تسمى بلاد الغال وكان هذا قبل الغزو الروماني لإيطاليا ؛ بعد ذلك ، تفوقت عليها المدن القريبة الأكثر أهمية منها ، مثل مدينة سواسا .
كانت أركيفيا تحت اسم روكا كونترادا ، والتي تم تحصينها من قبل بيبان القصير ملك الفرنجة ، ثم تبرع بها شارلمان للولايات البابوية . وفي القرون التي تلت، لعبت أركيفيا دورًا رئيسيًا في توازن القوى المحلية ، حيث انها كانت تقع على حدود ماركا دي أنوكنا و أومبريا وأيضًا على حدود دوقية أوربينو. أعلنت روكا كونترادا في عام 1201 ، أنها بلدية مستقلة عن روما ، وتم الاعتراف بها بالفعل على أنها سيفيتاس (كلمة لاتينية تعني "مدينة") من قبل البابا كليمنت الرابع في عام 1266 ، وظلت مدينة غويلفية منذ ذلك الحين.
أصبحت روكا كونترادا معروفة على المستوى المحلي بسبب قوتها العسكرية ،ولهذا السبب أرغمت على الاشتباك في العديد من الصراعات بين القوى المحلية الأخرى ، حتى وجدت نفسها تحت حصار لاديسلاو الملك نابولي في القرن الخامس عشر، وحينها قررت طلب المساعدة من كوندوتييرو براتشيو دا مونتوني الشهير. هزم الكوندوتييرو المهاجمين واستعاد القلاع حول أركيفيا التي احتلوها ؛ ولهذا أُعلن انه سنيور المدينة. بعد ذلك تفوقت قوات فرانشيسكو سفورزا على روكا كونترادا ، والتي انتهى بها الأمر بعد عدة تقلبات تحت حكم عائلة غويلف مالاتيستا .
ازدهرت روكا كونترادا في عصر النهضة الإيطالية بعد معاهدة صلح الدول البابوية في القرن السادس عشر ، وشهدت المدينة تأسيس الأستاذية في المواد الكلاسيكية ، وأيضا تأسيس الأكاديميات الأدبية ، وشهدت ولادة فنانين بارزين مثل الرسام إركول رامازاني والمهندس المعماري أندريا فيشي في القرن الثامن عشر.
أعاد البابا بيوس السابع في عام 1817 تسمية روكا كونترادا بالاسم الرسمي الحالي أركيفيا . وبعد توحيد البلاد انتقلت المدينة إلى مملكة إيطاليا في ظل ملكية سافوي . وفيما بعد قاتل سكان البلدة في الحربين العالميتين، وفي مايو من عام 1944 وتحديدًا في مونتي سانت أنجيلو (ماركي) دفعوا ثمنًا غاليًا من مقاومتهم للاحتلال النازي بمقتل سبعين شخصًا منهم.

## الجغرافيا والتقسيمات
يبلغ ارتفاع أركيفيا حوالي 535 متر (1,755 قدم) فوق مستوى سطح البحر ، وهي تقع على تل مطل على وادي نهر ميسا ونهر نيفولا ، ويبعد بحوالي 50 كيلومتر (31 ميل) إلى الجنوب الغربي من عاصمتها الإقليمية ، أنكونا .
تقع مدينة اركيفيا بجانب حدود البلديات التالية: بابارا و كاستيلوني دي سوسا و جينجا و ميرغو و مونتيكاروتو و بيرغولا و روسورا و سان لورينزو في كامبو و ساسوفيراتو و سيرا دي كونتي و سيرا سان كيريكو .

## مشاهير
- ماريسا أبوندانزيري (1956-) سياسية

## المدن التوأم
- Ribnica, Slovenia

## روابط خارجية
- www.arceviaweb.it - الموقع الرسمي لـ COMune di Arcevia